# Yorushika
Yorushika (ヨルシカ?) è un gruppo musicale giapponese formatosi nell'aprile del 2017 e composto dal chitarrista e compositore n-buna e dalla cantante Suis.
Il gruppo propone un genere pop-rock e ad oggi ha pubblicato 4 album e 2 mini-album.

## Storia
L'artista vocaloid n-buna e la cantante Suis nel 2017 formano il gruppo Yorushika e pubblicano il loro primo mini-LP, che riscuote successo e presto porterà il duo alla notorietà in Giappone. Nello stesso anno si esibirono a Shinjuku nel loro primo concerto.
Ad un anno dalla pubblicazione, Dakara boku wa ongaku o yameta salì in testa alla classifica settimanale di Oricon, all'interno della quale venne anche  accolto positivamente dalla critica.
Nel 2019 il gruppo pubblica i suoi primi due album, per un totale di 28 canzoni. Il gruppo ha guadagnato sempre più notorietà, al punto che Sony ha utilizzato la canzone Nautilus in uno spot promozionale per PlayStation 4 in Giappone. Anche l'album Elma, nel 2019, ha raggiunto il primo posto nella classifica di Oricon.
Al duo viene riconosciuto nel 2020 il Japan Gold Disc Award per la categoria "Migliori 5 nuovi artisti".
Il film d'animazione Miyo - Un amore felino ha inserito nella sua colonna sonora tre canzoni del duo: Usotsuki, Yakou e Hana ni bourei.

## Formazione
Principali
- Suis - voce[7]
- n-buna - chitarra, compositore [7]

Di supporto
- Mitsuru Shimotsuru - chitarra [7]
- Kitanitatsuya - basso [7]
- Masack - batteria[7]

## Discografia

### Album in studio
- 2019 – Dakara boku wa ongaku o yameta (U&R Records)
- 2019 – Elma (Universal Music Group)
- 2020 – Tōsaku (Universal Music Group)
- 2023 – Gentō (Polydor Records, Universal Music Group)

### Mini LP
- 2017 – Natsukusa ga jama wo suru (U&R Records)
- 2018 – Makeinu ni ankōru wa iranai (U&R Records)